# ادوين مورغان
ادوين مورغان (بالإنجليزية: Edwin Morgan) (و. 1920 – 2010 م) هو لغوي، وشاعر، ومترجم، وكاتب، وناقد أدبي، وأستاذ جامعي، وكاتب خيال علمي من المملكة المتحدة، والمملكة المتحدة لبريطانيا العظمى وأيرلندا، ولد في غلاسكو، كان عضوًا في الجمعية الملكية لإدنبرة، والجمعية الملكية للأدب، توفي في غلاسكو، عن عمر يناهز 90 عاماً، بسبب ذات الرئة.

## مناصب
تولى منصب شاعر بلاط المملكة المتحدة
.

## التعليم
تعلم في جامعة غلاسكو
.

## الخدمة العسكرية
خدم في الجيش البريطاني.

## جوائز
حصل على جوائز منها:
- نيشان الامبراطورية البريطانية من رتبة ضابط
- زمالة الجمعية الملكية لإدنبرة
- ميدالية الشعر الذهبية للملكة  [لغات أخرى]‏
- جائزة تشلمندلي  [لغات أخرى]‏
- زمالة الجمعية الملكية للأدب

## روابط خارجية
- ادوين مورغان على موقع ميوزك برينز (الإنجليزية)
- ادوين مورغان على موقع ديسكوغز (الإنجليزية)